# 미국 너구리 라스칼
《미국 너구리 라스칼》(일본어: あらいぐまラスカル 아라이구마라스카루[*])은 미국의 작가 스털링 노스가 자신의 어린 시절을 회상하면서 집필한 자전적 소설 《Rascal: A Memoir of a Better Era》를 원작으로 한 일본의 텔레비전 애니메이션이다. 11세 소년 스털링 노스와 아메리카너구리 라스칼의 우정 이야기로, 자연과 인간의 공존의 어려움에 대해서도 언급하고 있다. 후지 TV 세계명작극장에서 방송된 작품으로, 방영 기간은 1977년 1월 2일부터 12월 25일로, 총 52회가 방송됐다.

## 등장인물
- 《라스칼》
- 《스털링 노스》
- 《테오 노스》
- 《제시카 노스》
- 《윌러드 노스》
- 《엘리자베스 노스》
- 《오스카 선더랜드》
- 《카를》
- 《페데리코》
- 《클라리사》
- 《터먼》
- 《센세이》
- 《콘웨이》
- 《그레타 선더랜드》
- 《슬래미》
- 《앨리스》
- 《닥터 마이클》
- 《해켓》
- 《마르타》
- 《아서》
- 《톰》
- 《푸턴》